# Havre North (Montana)
Havre North es un lugar designado por el censo ubicado en el condado de Hill en el estado estadounidense de Montana. En el Censo de 2010 tenía una población de 716 habitantes y una densidad poblacional de 81,17 personas por km².

## Geografía
Havre North se encuentra ubicado en las coordenadas 48°33′47″N 109°40′17″O / 48.56306, -109.67139. Según la Oficina del Censo de los Estados Unidos, Havre North tiene una superficie total de 8.82 km², de la cual 8.82 km² corresponden a tierra firme y (0%) 0 km² es agua.

## Demografía
Según el censo de 2010, había 716 personas residiendo en Havre North. La densidad de población era de 81,17 hab./km². De los 716 habitantes, Havre North estaba compuesto por el 83.1% blancos, el 0.28% eran afroamericanos, el 10.47% eran amerindios, el 0.28% eran asiáticos, el 0% eran isleños del Pacífico, el 0% eran de otras razas y el 5.87% pertenecían a dos o más razas. Del total de la población el 1.96% eran hispanos o latinos de cualquier raza.